# 朝比奈沙羅
朝比奈 沙羅（あさひな さら、1996年10月22日 - ）は、東京都出身の日本の女子柔道家、医学生。階級は78kg超級。身長176cm。体重135kg。組み手は右組み。得意技は払腰、支釣込足。柔道六段を取得。

## 経歴
柔道は小学校2年の時にアテネオリンピックの100kg超級決勝で鈴木桂治がタメルラン・トメノフを小外刈で破った試合に感銘を受けたことがきっかけで、講道館にある春日柔道クラブで始めた。道場の2年先輩にはベイカー茉秋、1年先輩にはウルフ・アロンがいた。一方で、水球の選手であった父親の影響を受けて、水球、競泳、バスケットボールなどにも取り組んでいた。小学校5年の時には全国少年柔道大会の団体戦で3位になった。
渋谷教育学園渋谷中学2年の時には全国中学校柔道大会の70kg超級で優勝した。全日本選抜少年柔道大会団体戦でも同級生の柿澤史歩などとともに活躍して同校初の全国優勝へ導いた。3年になると16歳以下の世界一を決める大会である世界カデに出場して、決勝では地元ウクライナの身長2mにも達するエリザベータ・カラニナを払巻込からの袈裟固で破るなど、5試合をオール一本勝ちして優勝を飾った。その直後の全国中学校柔道大会では3回戦で敗れて2連覇はならなかった。続く講道館杯では準々決勝で世界選手権無差別3位である近畿大学3年の橋口ななみを大外巻込で破るなどして、中学生ながら5位となった。
渋谷教育学園渋谷高校へ進学直後に初出場した全日本選手権では、準決勝で山梨学院大学4年の山部佳苗に払腰で敗れたものの、わずか15歳にして3位に入る健闘を見せた。金鷲旗では2位だった。インターハイでは団体戦で2位に終わったものの、個人戦では決勝で富士市立高校2年の滝川真央を2－1の判定で破って、1年生ながら優勝を飾った。続く全日本ジュニアでも優勝した。講道館杯では2回戦でJR東日本の白石のどかに敗れた。12月にはグランドスラム・東京に出場すると、準決勝でロンドンオリンピック金メダリストであるキューバのイダリス・オルティスに大腰で敗れたものの、16歳にして3位入賞を果たした。2013年2月にはヨーロッパオープン・ソフィアでシニアの国際大会初優勝を飾った。3月の高校選手権無差別では、決勝で新田高校2年の月波光貴穂を合技で破って優勝を飾った。2年の時には8月のインターハイ準決勝で滝川に技ありで敗れて2連覇はならなかった。11月の講道館杯では高校2年にして優勝を果たした。12月のグランドスラム・東京では準決勝で綜合警備保障の田知本愛に指導2で敗れるなどして5位にとどまった。2014年3月には右足小指を骨折して暫く戦列を離れていた。3年の時には復帰戦となった9月の全日本ジュニア決勝で大阪体育大学2年の山本沙羅を合技で破って2年ぶり2度目の優勝を飾った。10月の世界ジュニアでは準決勝で指導3勝ちした以外は全て一本勝ちして優勝を飾った。団体戦でも決勝のフランス戦を始め全試合に一本勝ちしてチームの優勝に貢献した。11月の講道館杯では準決勝まで全て一本勝ちすると、決勝では山梨学院大学4年の井上愛美を指導3で破って2連覇を達成した。12月のグランドスラム・東京では、準決勝で田知本愛を指導2で破るも、決勝では三井住友海上の稲森奈見に大内刈で敗れて2位にとどまった。
2015年4月には東海大学へ進学した。大学1年の時には7月のユニバーシアードに出場すると、決勝で地元韓国の金珉程を大学に入ってから身に付けたという大腰で破って優勝を飾った。団体戦では決勝の韓国戦で2-2となった場面で登場すると、個人戦に続いてキムに隅落で勝利してチームを優勝に導いた。9月の全日本ジュニアではオール一本勝ちして2年連続3度目の優勝を果たした。11月の講道館杯決勝では昨年のグランドスラム東京で敗れた稲森を有効で破り、今大会3連覇を達成した。続くグランプリ・チェジュでは、5試合をオール一本勝ちしてIJFワールド柔道ツアー初優勝を飾った。12月のグランドスラム・東京では準々決勝でフランスのマリーヌ・エルと対戦すると、反則負けの対象となる立ち姿勢から体を捨てた腋固を仕掛けて7位だった。今回の結果により冬季ヨーロッパ遠征に参加できず、リオデジャネイロオリンピック代表の座も遠のいた。
大学2年の時には4月の選抜体重別準決勝で大学の8年先輩である田知本愛を有効で破るも、左足を骨折した。それでも決勝には出場するが、ミキハウスの山部佳苗に指導2で敗れて2位にとどまった。復帰戦となった10月の学生体重別では決勝で帝京大学の月波をGSに入ってから内股の技ありで破って優勝した。11月の講道館杯では決勝で南筑高校1年の素根輝を有効で破って、女子では史上初となる今大会の4連覇を達成した。12月のグランドスラム・東京では準決勝で山部に合技で一本勝ちすると、決勝でも素根をGSに入ってから指導2で破って、今大会5度目の出場にしてようやく初優勝を果たした。2017年2月のグランドスラム・パリでは準決勝でリオデジャネイロオリンピック金メダリストである地元フランスのエミリ・アンデオルを横四方固で破ると、決勝でも山部に反則勝ちして今大会オール一本勝ちで初優勝を飾った。
大学3年の時には4月の体重別初戦でミキハウスの山本沙羅に敗れた。続く全日本選手権では最初の2試合をGSに入ってから勝利すると、準々決勝では2週間前に敗れた山本との再戦になり、GSを含めて11分45秒もの戦いの末に大内返で有効を取って雪辱した。準決勝では三井住友海上の高山莉加を終盤になってから払腰で破ると、決勝では田知本から指導2を取った後の終盤に払巻込の有効で破り今大会初優勝を成し遂げて、世界選手権代表に選出された。5月のグランドスラム・エカテリンブルグでは決勝でドイツのヤスミン・キュルブスを払巻込の技ありで破って優勝した。9月の世界選手権では準々決勝までの3戦を一本勝ちすると、準決勝ではトルコのカイラ・サイトをGSに入ってから支釣込足の技ありで破った。決勝では中国の于頌と対戦すると、指導1を先取するがGSに入ってから、偽装攻撃とも取れる巻き込み技を幾度となく仕掛けられ、消極的となった朝比奈に指導2が与えられて破れて、銀メダルにとどまった。世界団体では決勝のブラジル戦でマリア・アルテマンを横四方固で破ったのを始め全勝してチームの金メダルに貢献した。なお、9月いっぱいで東海大の柔道部を退部した。関係者によると、「強化方針に対する考え方の相違」などが理由だという。ここ最近は柔道部にほとんど顔を見せていなかった。今後は同大に在学しながらも、フリーの立場で独自に練習を続けるという。本人によれば、退部理由は全日本選手権やIJFワールド柔道ツアーなどトップレベルの大会以外に学生の大会への出場などの過密スケジュールを避けるためや、東京オリンピック後に医学部へ進学できるように、「勉強含めて自分の時間が欲しかった」からだと述べている。なお、東海大学柔道部は卒部扱いとなった。11月の世界選手権(無差別)では準決勝で過去3戦全敗だったオルティスを縦四方固で破ると、決勝では世界ランキング2位であるボスニアヘルツェゴビナのラリサ・ツェリッチから支釣込足で2度技ありを取った後に崩上四方固で破るなどオール一本勝ちして優勝を飾った。また、今大会を優勝したことで1000万円以上の賞金を獲得した。さらには、髙藤直寿、近藤亜美に続いて史上3人目の世界カデ、世界ジュニア及びシニアの世界選手権の3カテゴリを制することにもなった。12月のグランドスラム・東京では準決勝で稲森を技ありで破ると、決勝では素根に反則勝ちして大会2連覇を飾った。2018年1月には東京オリンピックで金メダルを獲得したら、続くグランドスラム・東京にオリンピックチャンピオンにのみ与えられるゴールドゼッケンを付けて出場した後に引退する予定であることをあきらかにした。2018年2月のグランドスラム・デュッセルドルフでは決勝でチュニジアのニヘル・シェイフルフに反則勝ちするなど全て一本勝ちして優勝した。
大学4年になる2018年4月からは、柔道界では初めてとなる学生と同時に実業団のパーク24にも所属することが決まった。東海大学やパーク24の柔道部で稽古を積む以外に他大学へも出稽古に赴くことになるという。体重別では決勝で素根と対戦すると、指導2を先取するもその後盛り返されて、GS含めて12分近い戦いの末に反則負けを喫して2位に終わった。この際に、「相手は技術を蓄えてきているけれど、自分は恵まれた体でぶつかっているだけ…。悔しい」とコメントした。続く全日本選手権では大会前の記者会見で、「出た芽は摘んでいく」と素根に対して強気の姿勢を示した。また、今大会に小児在宅人工呼吸患者とその家族を招待した。その試合では準決勝で素根と対戦して、先に有効ポイントを取るもそれが取り消しになると、GSに入ってから反則負けを喫して3位に終わった。しかしながら、体重別と全日本選手権の両大会で素根に敗れながらも、国際大会での実績により世界選手権代表には選出された。7月のグランプリ・ザグレブでは準々決勝でサイトにGSに入ってから反則負けを喫するも、その後敗者復活戦を勝ち上がって3位になった。9月の世界選手権では準々決勝でサイトを合技、準決勝ではツェリッチを支釣込足で破ると、決勝ではオルティスをGSに入ってから反則勝ちで破るなどオール一本勝ちで優勝した。試合後には、「国内で負けて出してもらっている。勝たないといけなかった」。「嫌なこともあったけれど、周りの人に支えられた。この道に進んでよかった」とコメントした。続く世界団体では準々決勝のアゼルバイジャン戦でイリーナ・キンゼルスカに指導2でリードされながらもGSに入ってから技ありで破ると、決勝のフランス戦は自らが試合に出場する前にチームが優勝を決めたために出番はなかった。試合後には、「柔道は日本で生まれたスポーツ。（団体に19チームが出場し）世界で繁栄していることを誇りに思う」とコメントした。なお、今大会に優勝したことで世界ランキング1位になった。10月には福井県で開催された国体に東京都の一員として出場するも、3回戦で鹿児島県代表の稲森と引き分けるとチームも敗れた。11月のグランドスラム・大阪では準決勝で素根に技ありで敗れるも、3位決定戦でツェリッチを支釣込足で破った。今大会で3位にとどまったことで、世界選手権代表内定はならなかった。
2019年2月のグランドスラム・デュッセルドルフでは準決勝でツェリッチを合技で破るも、決勝ではオルティスに反則負けを喫して2位だった。試合後には、「全く満足はできない。1位と2位では全然違う」「落ち込んでいる暇は、2020年までない」とコメントした。
3月には東海大学を卒業した。この際に、「(大学生活でやり残したことは)ないと言えるぐらい充実していました。ただ、彼氏ができなかったことぐらいですかね」。今後も柔道と医学部受験の勉強の両立を続けることになるという。4月の体重別では決勝で素根に10分近い戦いの末に小外刈の技ありで敗れて2位だった。続く全日本選手権では準々決勝で三井住友海上の高山莉加を支釣込足の有効、準決勝でコマツの冨田若春を大外巻込で破るも、決勝では素根に9分5秒の戦いの末に反則負けして2位にとどまったが、世界選手権代表には素根とともに選出された。7月のグランプリ・モントリオールでは準々決勝で稲森に反則勝ちして決勝まで進むと、イスラエルのラズ・ヘルシュコを隅落で破るなど全て一本勝ちして優勝した。続くグランプリ・ブダペストでは準決勝でチュニジアのニヘル・シェイフルフに反則負けを喫すると、3位決定戦でもオルティスに一本背負投の技ありで敗れて5位に終わった。この際に、「国際大会でメダルを持って帰れないのは久しぶり。地力が足りていなかった」とコメントした。なお、世界選手権には自らが飛躍するきっかけをつくった高校1年の時の体重だった123kgで臨むこととなった。8月に東京で開催された世界選手権では準々決勝でサイトに反則負けを喫するも、その後の敗者復活戦を勝ち上がって3位になった。10月には獨協医科大学のAO入試に合格した。11月のグランドスラム・大阪では準々決勝でブラジルのベアトリス・ソウザに大外巻込で敗れるも、その後の3位決定戦で冨田に反則勝ちして3位になった。ライバルの素根が今大会と世界選手権で優勝したことで東京オリンピック代表に内定したため、東京オリンピック代表を断たれた格好となったが、まだ引退する予定はないという。
2020年2月のグランドスラム・デュッセルドルフでは準決勝でオルティスを合技で破ると、決勝ではキンゼルスカに反則勝ちするなどオール一本勝ちで優勝した。4月、獨協医科大学医学部に入学。大学ではラグビー部のマネージャーも務めることになった。なお、4月いっぱいでパーク24を退社した。加えて、2021年12月のグランドスラム・東京の後に現役を引退する予定であることを明らかにした。その後はアメリカンフットボールに取り組むことも考えているという。11月には来年に延期された東京オリンピックの補欠に選ばれた。12月には栃木県宇都宮市にあるビッグツリースポーツクラブの所属となった。また、12社に及ぶ活動支援スポンサーが付くことにもなった。12月に延期された全日本選手権では初戦(2回戦)で夙川高校3年の桑形萌花に反則負けを喫した。
2021年4月の体重別にはケガのため出場しなかったが、世界選手権代表に選出された。ここ最近は試合への出場も僅かで合宿への不参加やケガが多いこともあって、一部の強化委員から代表選出に疑問の声も上がったが、代表監督の増地克之は、世界チャンピオンになったポテンシャルの高さをも考慮した上での選考だと説明した。6月の世界選手権では準決勝でオルティスを技ありで破ると、決勝では冨田に10分近い戦いの末に反則勝ちして、3年ぶり2度目の世界選手権優勝を果たした。この際に左膝を負傷した冨田を背負って畳から退場することになった。この行為にIJFは、「金メダリストの優しさ」「世界女王を体現する素晴らしいスポーツマンシップ」と称賛した。朝比奈本人は「おぶったのが正しい選択かは分からないが、一緒に畳に礼をして出るのは相手として必要最低限やることだと思った」と語った。また、今回の代表選出にあたっては一部から批判の声も上がっていたものの、「結果で見返す」ことになった。12月にIJFは年間表彰のJudo Awardsにおいて、今年最も印象に残った場面に贈られる「Moment Of The Year」に、世界選手権の決勝で負傷した冨田を朝比奈がおぶって退場する行為を選んだ。
2022年4月の体重別は、新型コロナウイルスの検査で陽性反応が出たため、出場を見合わせた。2週間後の全日本選手権には復帰を果たして出場すると、準々決勝でJR東日本の井上あかりを払腰で破るも、準決勝ではコマツの橋本朱未に反則負けを喫して3位に終わった。試合後に、「最後はスタミナの部分で負けてしまった。体調管理も含めて自分の実力」とコメントした。9月のヨーロッパオープン・オーバーヴァルトでは準決勝でフランスのロマヌ・ディッコに反則勝ちするも、決勝で同じフランスのジュリア・トロフアに反則負けを喫して2位だった。なお、10月に開催される世界団体のメンバーに選ばれていたが、右膝の負傷を理由に辞退した。10月の講道館杯では初戦で了徳寺大学職員の粂田晴乃と対戦するも、両者反則負けを喫した。
2023年4月の体重別では初戦でSBC湘南美容クリニックの高橋瑠璃に反則負けを喫した。続く全日本選手権では3回戦でJR東日本の70㎏級の選手の宇野友紀子に反則負けを喫した。9月のグランドスラム・バクーでは準決勝でブラジルのベアトリス・ソウザに反則負けを喫すると、3位決定戦でもラズ・ヘルシュコに反則負けして5位だった。なお、今大会ではコーチ席に父親が付いた。11月の講道館杯は腰椎椎間板ヘルニアのため出場しなかった。
2025年3月には約1年半ぶりの試合となる全日本女子選手権の東京予選に出場するも、2回戦で綜合警備保障の島田美穂に1－2の判定で敗れて本戦への出場権を得られなかった。

## 世界ランキング
IJF世界ランキングは180ポイント獲得で88位(25/3/17現在)。
- 世界ランキングの年度別変遷

|      | 2012年 | 2013年 | 2014年 | 2015年 | 2016年 | 2017年 | 2018年 | 2019年 | 2020年 | 2021年 | 2022年 | 2023年 | 2024年 |
| ---- | ------ | ------ | ------ | ------ | ------ | ------ | ------ | ------ | ------ | ------ | ------ | ------ | ------ |
| 順位 | 39     | 48     | 35     | 30     | 25     | 2      | 2      | 5      | 5      | 15     | 34     | 62     | 88     |

(出典、JudoInside.com)

## 人物
- 沙羅という名は強くなってほしいとの願いにより、映画『ターミネーター』シリーズに出てくるサラ・コナー(Sarah Connor)から名付けられた。そのため、ローマ字ではSaraでなくSarahと表記される[108]。
- ジャグリングを得意にしている[109]。
- 歯科医師の家系で育った[110]。愛知学院大学で歯科麻酔学を教えている麻酔歯科医の父親と歯科医の母親の影響もあって、将来は医学部を目指している[111]。2015年に東海大学の医学部を受験したものの不合格に終わった。そのため東海大学の体育学部に進学した。2020年の東京オリンピックまでは予備校に通いながら柔道に取り組むことになった。東京オリンピックの後に再び医学部を受験する予定だったが、2018年9月には国立大学医学部の学士編入試験を受験することになった[38][112][113][114]。当初はオリンピックまで柔道のみに絞る予定だったが、医学部受験のための勉学と柔道を両立する方が自分の性に合っていると悟って二刀流に取り組むことに決めた[115]。獨協医科大学医学部のAO入試に合格[116]。柔道と医学生の両立から「闘う医学生」と言われている[117]。
- 握力は右51kg、左48kg(雑誌の近代柔道の記述による。本人によれば握力は40kgほどだという)[2][118]。
- ラグビー観戦が趣味で、同じく医師の道を志しているラグビー日本代表WTBの福岡堅樹は気になる存在だという[119][120]。

## 戦績
- 2007年 -　全国少年柔道大会 3位
- 2010年 -　全国中学校柔道大会 優勝
- 2010年 -　全日本選抜少年柔道大会 団体戦 優勝
- 2011年 -　全日本カデ 優勝
- 2011年 -　ドイツカデ 優勝
- 2011年 -　世界カデ 優勝
- 2011年 -　全日本ジュニア 5位
- 2011年 -　全日本選抜少年柔道大会 団体戦 3位
- 2011年 -　講道館杯 5位
- 2012年 - ベルギー国際 ジュニアの部 3位 シニアの部 2位
- 2012年 -　全日本選手権 3位
- 2010年 -　金鷲旗 2位
- 2012年 -　インターハイ 個人戦 優勝 団体戦 2位
- 2012年 -　全日本ジュニア 優勝
- 2012年 -　グランドスラム・東京 3位
- 2012年 -　エクサンプロヴァンスジュニア国際 優勝
- 2013年 - ヨーロッパオープン・ソフィア 優勝
- 2013年 -　全国高校選手権 優勝
- 2013年 -　体重別 3位
- 2013年 -　金鷲旗 3位
- 2013年 -　インターハイ 3位
- 2013年 -　国体 少年女子の部 優勝
- 2013年 -　講道館杯 優勝
- 2013年 -　グランドスラム・東京 5位
- 2014年 - ヨーロッパオープン・ローマ 3位
- 2014年 -　全日本ジュニア 優勝
- 2014年 -　世界ジュニア 個人戦 優勝 団体戦 優勝
- 2014年 -　講道館杯 優勝
- 2014年 -　グランドスラム・東京 2位
- 2015年 - 選抜体重別 3位
- 2015年 - 全日本選手権 5位
- 2015年 - ユニバーシアード 個人戦 優勝 団体戦 優勝
- 2015年 -　全日本ジュニア 優勝
- 2015年 -　体重別団体 3位
- 2015年 -　講道館杯 優勝
- 2015年 -　グランプリ・チェジュ 優勝
- 2015年 -　グランドスラム・東京 7位
- 2016年 -　選抜体重別 2位
- 2016年 -　学生体重別 優勝
- 2016年 -　講道館杯 優勝
- 2016年 -　グランドスラム・東京 優勝
- 2017年 -　グランドスラム・パリ 優勝
- 2017年 -　全日本選手権 優勝
- 2017年 -　グランドスラム・エカテリンブルグ 優勝
- 2017年 -　世界選手権 2位
- 2017年 -　世界団体 優勝
- 2017年 -　世界選手権(無差別) 優勝
- 2017年 -　グランドスラム・東京 優勝
- 2018年 -　グランドスラム・デュッセルドルフ 優勝
- 2018年 -　体重別 2位
- 2018年 -　全日本選手権 3位
- 2018年 -　グランプリ・ザグレブ 3位
- 2018年 -　世界選手権 優勝
- 2018年 -　世界団体 優勝
- 2018年 -　グランドスラム・大阪 3位
- 2019年 - グランドスラム・デュッセルドルフ 2位
- 2019年 - 選抜体重別 2位
- 2019年 - 全日本女子選手権 2位
- 2019年 - グランプリ・モントリオール 優勝
- 2019年 - グランプリ・ブダペスト 5位
- 2019年 - 世界選手権 3位
- 2019年 -　グランドスラム・大阪 3位
- 2020年 -　グランドスラム・デュッセルドルフ 優勝
- 2021年 -　世界選手権 優勝
- 2022年 -　全日本選手権 3位
- 2022年 - ヨーロッパオープン・オーバーヴァルト　2位
- 2023年 -　グランドスラム・バクー　5位

(出典、JudoInside.com)

## 有力選手との対戦成績
(2023年12月現在)
| 国籍               | 選手名               | 内容   |
| ------------------ | -------------------- | ------ |
| 日本の旗           | 田知本愛             | 3勝2敗 |
| 日本の旗           | 山部佳苗             | 1勝2敗 |
| 日本の旗           | 素根輝               | 3勝5敗 |
| キューバの旗       | イダリス・オルティス | 3勝5敗 |
| トルコの旗         | カイラ・サイト       | 2勝2敗 |
| 中華人民共和国の旗 | 于頌                 | 1敗    |
| フランスの旗       | エミリ・アンデオル   | 3勝    |
| 大韓民国の旗       | 金珉程               | 5勝    |

(参考資料：ベースボールマガジン社発行の近代柔道バックナンバー、JudoInside.com等)。

## IJFワールド柔道ツアーにおける獲得賞金一覧
| 大会                                 | 開催日         | 順位 | 獲得賞金               |
| ------------------------------------ | -------------- | ---- | ---------------------- |
| グランドスラム・東京2012             | 2012年12月5日  | 3位  | 1,500ドル              |
| 世界ジュニア                         | 2014年10月25日 | 優勝 | 1,600ドル              |
| グランドスラム・東京2014             | 2014年12月7日  | 2位  | 2,400ドル              |
| グランプリ・チェジュ                 | 2015年11月28日 | 優勝 | 2,400ドル              |
| グランドスラム・東京2016             | 2016年12月4日  | 優勝 | 4,000ドル              |
| グランドスラム・エカテリンブルグ2017 | 2017年5月21日  | 優勝 | 4,000ドル              |
| 世界選手権                           | 2017年9月2日   | 2位  | 12,000ドル             |
| 世界選手権(無差別)                   | 2017年11月12日 | 優勝 | 95,000ドル(10万ユーロ) |
| グランドスラム・東京2017             | 2017年12月3日  | 優勝 | 4,000ドル              |
| グランドスラム・デュッセルドルフ2018 | 2018年2月25日  | 優勝 | 4,000ドル              |
| グランプリ・ザグレブ                 | 2018年7月29日  | 3位  | 800ドル                |
| 世界選手権                           | 2018年9月26日  | 優勝 | 20,800ドル             |
| 12大会                               | ー             | ー   | 188,900ドル            |

- 日本選手の場合は、獲得賞金の半分は全柔連の取り分となっていたが、2013年3月からは競技者規定が改訂されて、賞金は全額選手が受け取れることになった[121]。2014年7月からはIJF主催の各大会でコーチにも賞金が支給されるようになったために、選手の賞金が従来の2割減となった[122]。